# Cratere Charleston
Charleston  è un cratere sulla superficie di Marte.